# Podostemum johnsonii
Podostemum johnsonii là một loài thực vật có hoa trong họ Podostemaceae. Loài này được (Wight) Wedd. miêu tả khoa học đầu tiên năm 1873.